# Les dues cultures
Les dues cultures és el nom d'un estereotip cultural contemporani que deriva del títol d'una influent conferència de C. P. Snow, pronunciada en 1959. La seva tesi radicava que la ruptura de comunicació entre les ciències i les humanitats i la falta d'interdisciplinarietat és un dels principals inconvenients per a la resolució dels problemes mundials.

## L'exposició de Snow
La conferència de Snow va tenir lloc el 7 de maig en la Senate House de Cambridge. Donada la seva formació científica i la seva qualitat com a novel·lista d'èxit, Snow es trobava en un bon lloc per plantejar el debat sobre tots dos tipus de cultura. Per a Snow, eren els científics els quals tindrien el futur a les seves mans. La física seria, de fet, la culminació de la bellesa, però els seus assoliments no eren molt coneguts per la ciutadania. No obstant això citava molt pocs autors de lletres (sota el supòsit que la formació cultural es recolzava massa en aquestes), i només es referia a Shakespeare i Dickens en la seva argumentació, amb la qual cosa inclinava la balança a un costat. L'atac a la cultura tradicional era evident, i més que a la cultura en general era a les lletres, ja que no parlava en absolut de ciències humanes.

### Difusió de l'escrit
El text va ser imprès, posteriorment, com The Two Cultures and the Scientific Revolution (Les dues cultures i la revolució científica). Conferència i llibre eren l'expansió d'un article prèviament publicat per Snow a la revista New Statesman, el 6 d'octubre de 1956, i també titulat The Two Cultures. Les idees de Snow van ser àmpliament difoses i debatudes arreu, tot produint una seqüela el 1963: The Two Cultures: A Second Look («Les dues cultures: una segona mirada»). El llibre es va incloure com a text de lectura obligatòria en l'ensenyament secundari anglès, i va tenir com a suport, entre molts altres, historiadors i filòsofs de la ciència, com ara S. Toulmin i J.D. Bernal.

### Crítiques
Les idees de Snow no van quedar sense crítica. Per exemple, la de F.R. Leavis qui, en una altra conferència, dictada a Cambridge (29-2-1962) —i publicada a The Spectator—, va acusar directament Snow de ser un relacions públiques del sector científic. Això va motivar un bon nombre de cartes a The Spectator, van haver-n'hi 17 en suport de Snow, en la primera setmana; però en la següent, amb 15 més, van haver-n'hi ja vuit de suport a Leavis, que deploraven situar la ciència per sobre de la literatura o fer l'oposat. El crític Lionel Trilling, en Més enllà de la cultura, va assenyalar que el debat era erroni, i que encara que Leavis s'excedia en el to, el text de Snow estava greument equivocat, en deformar la cultura anomenada «tradicional», que de tantes maneres s'havia enriquit al llarg del temps.
El 1965, Susan Sontag, en un assaig recollit després en Contra la interpretació, va criticar el text de Snow, un escrit gens «contemporani», deia. El seu plantejament ha envellit malament, com ha assenyalat diverses vegades Emilio Lledó, malgrat que es repeteixi la frase «dues cultures» sense saber com es va plantejar la confrontació.